# Dacryodes kingii
Dacryodes kingii är en tvåhjärtbladig växtart som först beskrevs av Adolf Engler, och fick sitt nu gällande namn av Kalkm.. Dacryodes kingii ingår i släktet Dacryodes och familjen Burseraceae. Inga underarter finns listade i Catalogue of Life.